# 安徽大学蔵戦国竹簡
安徽大学蔵戦国竹簡（あんきだいがくぞうせんごくちくかん）、略称安大簡（あんだいかん）は、中国の戦国時代前期の竹簡の一つ。2015年1月に安徽大学出土文献与中国古代文明研究協同創新中心が収蔵した。主な内容は、『詩経』や楚の歴史など。
安大簡の最初の研究成果は2019年9月に発表され、「国風」中の57篇を含む100枚近い『詩経』の竹簡が公表された。

## 『史記』楚世家との相違点
安大簡の記載によると老童は顓頊の子で、生まれた時から白髪だらけで、小さな老人のようであったという。顓頊は占卜でこの白髪だらけの子供が多くの子孫に恵まれることを知るととても喜び、「老童」と名付けた。老童には重・黎・呉・回の4人の子が生まれた。呉や回ではなく、次男の黎が祝融となっている。黎には季連など6人の子が生まれたとされており、陸終の代がない。末子の季連と鬻熊・穴熊・媸酓は、同一人物の別名となっている。